# 에디아카라

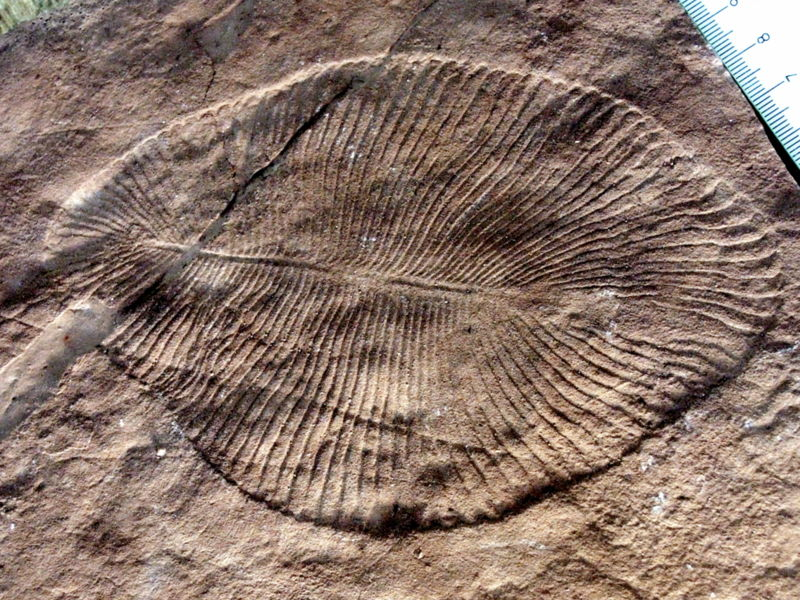

에디아카라(Ediacara Hills)는 오스트레일리아 남부 사우스오스트레일리아주의 플린더스 산맥 북쪽에 펼쳐진 구릉 지대이다. 이곳에서 선캄브리아 시기의 생물들인 에디아카라 동물군의 화석이 발견된것으로 유명하다.